# Petr Široký
Petr Široký (29. června 1903, Pyšel – 17. února 1983, Prosečnice) byl český vojenský a sportovní pilot.

## Biografie
Petr Široký se narodil v roce 1903 v Pyšeli u Třebíče, jeho otcem byl zedník Ignác Široký a matkou byla Marie Široká, mezi lety 1909 a 1917 navštěvoval školu v Pyšeli a následně nastoupil do učení do obuvnické společnosti Říha v Třebíči. V roce 1920 odešel do Brna, kde pracoval jako dělník ve společnosti Andrejsek. V roce 1923 odešel na základní vojenskou službu k Leteckému pluku 2 v Olomouci a v roce 1924 ukončil pilotní školu, v roce 1925 nastoupil do pokračovacího pilotního kurzu v Chebu a následně nastoupil na pozici stíhače Leteckého pluku 1 v Praze-Kbelech. V letech 1927 a 1928 v Košicích absolvoval kurz pro rotmistry a dodělal si tak i měšťanskou školu. V roce 1928 absolvoval kurz nočních stíhacích letů a následně v roce 1930 nastoupil na pozici leteckého instruktora v Chebu na leteckém učilišti, v roce 1934 začal působit jako instruktor také na Škole vysoké akrobacie v Praze.
Následně se stal členem akrobatické skupiny Františka Nováka a v roce 1936 získal druhé místo na Olympiádě v Berlíně a v roce 1937 získal na soutěži v Curychu druhé a třetí místo v sólové akrobacii a byl součástí letecké skupiny Novákovy sedmičky, která získala první místo. Po začátku okupace Československa odešel do Chocně, kde se stal továrním pilotem ve společnosti Beneš a Mráz, v roce 1940 přešel na pozici továrního pilota do společnosti Letov v Letňanech a v roce 1941 odešel do společnosti Avia, kde také pracoval jako tovární pilot. V roce 1944 mu bylo znemožněno létat a tak musel odejít.
Během květnového povstání v roce 1945 se účastnil obsazení kasáren ve Kbelích a po skončení druhé světové války se vrátil na pozici továrního pilota v Avii. Následně byl prošetřován pro podezření spolupráce s nacisty, ale byl osvobozen a následně opět pokračoval v kariéře továrního pilota v Avii. V roce 1953 odešel z armády s hodností poručík v záloze. V roce 1958 odešel do důchodu s celkem nalétanými 5000 hodinami při cca 20 tisících letů. V penzi se věnoval myslivosti a spolupracoval s podnikem Interlov.